# O'odham
O'odham (eget namn Oʼodham ha-ñeʼokĭ eller Oʼodham ñiok) är ett uto-aztekiskt språk som talas av pima- och papagostammarna i Arizona och angränsande områden i Mexiko. Språket anses vara hotat. Språket har cirka 14 000 talare.
Språket skrivs med latinska alfabetet.

## Fonologi

### Konsonanter
|             | Labial | Dental | Alveolar | Retroflex | Palatal  | Velar  | Glottal |
| ----------- | ------ | ------ | -------- | --------- | -------- | ------ | ------- |
| Nasal       | m      |        | n        |           | ɲ        | ŋ      |         |
| Klusil      | p \| b |        | t \| d   | ɖ         |          | k \| g | ʔ       |
| Affrikat    |        |        |          |           | t͡ʃ \| d͡ʒ |        |         |
| Frikativ    | v      | ð      | s        | ʂ         |          |        | h       |
| Approximant | w      |        |          |           | j        |        |         |
| Lateral     |        |        |          | ɭ         |          |        |         |

Källa:

### Vokaler
|              | Främre | Central | Bakre |
| ------------ | ------ | ------- | ----- |
| Sluten       | i      | ɨ       | u     |
| Mellansluten |        | ə       | ɔ     |
| Öppen        |        | a       |       |

Källa: